# 印蘇友好合作條約
《印蘇友好合作條約》是印度及蘇聯於1971年8月9日簽署的條約，定立了兩國相互戰略合作的基礎。這條約與印度在冷戰前期的不結盟立場有着重大差別，是對中美在孟加拉國獨立戰爭立場的回應，也被視為1971年印巴戰爭爆發的一個重要因素。

## 背景
孟加拉人民聯盟在1970年巴基斯坦大選勝出，總統葉海亞·汗及人民黨（PPP）拒絕接受結果，引起東巴基斯坦地區(現孟加拉)人民的強烈抗議。其後，為遏制當地日益激烈的分離思想，軍方發動「探照燈行動」，血腥清洗孟加拉的知識分子、民族主義者及印度教徒，導致大約1000萬人逃往印度成為難民。大量外國人口的湧入為印度帶來了經濟、社會及國家安全的擔憂，加上邊境旁的重大人道主義災難，令印度總理英迪拉·甘地希望以軍事介入的方式，阻止巴基斯坦軍隊的行動，讓難民返回家園，並幫助穆克蒂巴希尼將東巴基斯坦從聯邦中分離出來。
可是，巴基斯坦與中美兩國關係密切，葉海亞汗與時任美國總統尼克森有私人的交情，冷戰背景下也使巴基斯坦在地緣政治上具重要地位，因此美國和中國都拒絕進行干預及批評，尼克松還曾試圖壓制相關報導。這種情況下，甘地在向東巴基斯坦派兵的決定上猶豫不決。蘇聯這時與印度進行了接觸，隨後於1971年8月簽署了《印蘇友好合作條約》，條約的內容非常寬鬆，但卻對北京及華盛頓發出了強烈的信號，中美擔心這會把印度推向蘇聯陣營，而且尼克森也需要勃列日涅夫來結束越南戰爭，於是最終採取了不插手的立場，印度也在巴基斯坦發動成吉思汗行動後直接軍事干預內戰。

## 條約內容
條約涵蓋了雙方在科學、藝術、旅遊及體育等領域的合作共識，也承諾不參加任何針對對方的軍事同盟，並承諾在對方遭到襲擊時會提供軍事支持。該條約的期限為20年，印蘇雙方於1991年8月8日再延長條約20年。蘇聯解體後，俄羅斯總統葉利欽在1993年訪問新德里，簽署了更新的《印俄友好合作條約》，時效同為20年。

## 另見
- 探照燈行動
- 1971年印巴戰爭
- 孟加拉國解放戰爭
- 印度－俄羅斯關係
- 1970年巴基斯坦大選